# Elevador de granos
Un elevador de granos es un complejo de instalaciones agrarias diseñado para acumular o almacenar granos. En el comercio de granos, el término "elevador de granos" también describe una torre que contiene un elevador de cangilones o un transportador neumático, que recoge el grano de un nivel inferior y lo deposita en un silo u otra instalación de almacenamiento.

En la mayoría de los casos, el elevador de granos también describe todo el complejo de elevadores, incluidas las oficinas de recepción y prueba, las básculas puente y las instalaciones de almacenamiento. También puede significar organizaciones que operan o controlan varios ascensores individuales, en diferentes ubicaciones. En Australia, el término describe solo el mecanismo de elevación.
Antes de la llegada del elevador de granos, el grano generalmente se manipulaba en sacos en lugar de a granel (grandes cantidades de grano suelto). El elevador de Dart fue una gran innovación. Fue inventado por Joseph Dart, un comerciante, y Robert Dunbar, un ingeniero, en 1842 y 1843, en Búfalo, Nueva York. Utilizando los molinos harineros a vapor de Oliver Evans como modelo, inventaron la pata marina, que recogía el grano suelto de los cascos de los barcos y lo elevaba a la cima de una torre marina.
Los primeros elevadores y contenedores de grano a menudo se construían con madera enmarcada o armazón, y eran propensos al fuego. Los contenedores, tanques y silos elevadores de granos ahora están hechos generalmente de acero u hormigón armado. Los elevadores de cangilones se utilizan para elevar el grano hasta un distribuidor o consignador, desde el cual cae a través de picos y / o transportadores hacia uno o más contenedores, silos o tanques en una instalación. Cuando se desea, los silos, contenedores y tanques se vacían mediante flujo por gravedad, barrenas de barrido y transportadores. A medida que el grano se vacía de contenedores, tanques y silos, se transporta, mezcla y pesa en camiones, vagones de ferrocarril o barcazas para su envío.

## Historia

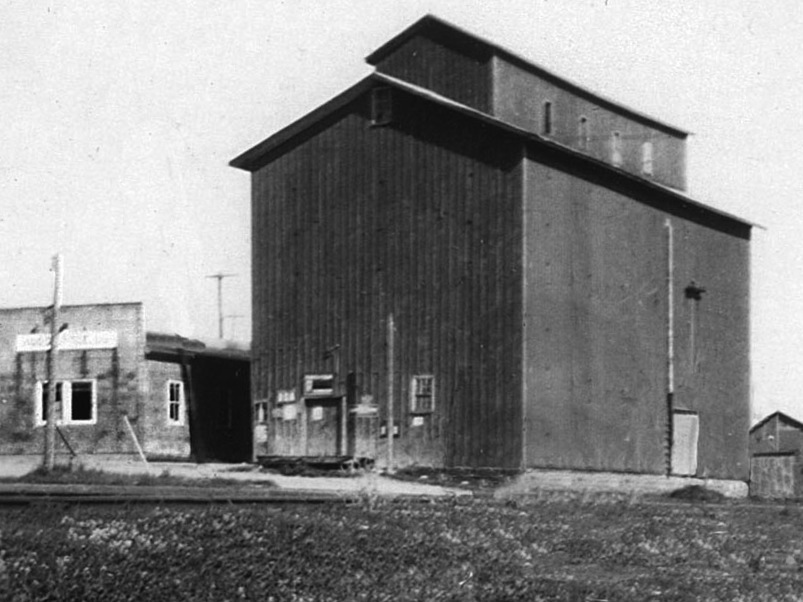
El molino y elevador de granos de Port Perry, alrededor de 1930: originalmente construido en 1873, es el elevador de granos más antiguo de Canadá y sigue siendo un hito importante hasta el día de hoy. La línea original del Ferrocarril PW&PP se puede ver en primer plano.

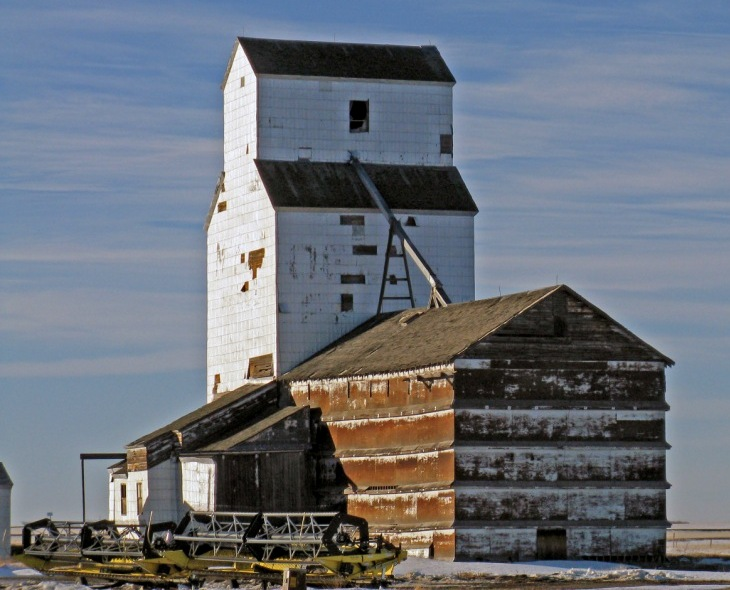
Diseño típico de "soporte de madera" para elevadores de granos en todo el Oeste de Canadá, un diseño común utilizado desde principios del hasta mediados de los 80: el antiguo elevador Ogilvie Flour Mill en Wrentham se construyó en 1925.

Tanto la necesidad como la perspectiva de ganar dinero dieron origen al elevador de granos a vapor en Búfalo, Nueva York, en 1843. Debido a la finalización del Canal Erie en 1825, Búfalo disfrutó de una posición única en la geografía estadounidense. Se encontraba en la intersección de dos grandes rutas de agua; uno se extendía desde el puerto de Nueva York, río arriba por el río Hudson hasta Albany, y más allá, el puerto de Búfalo; el otro comprendía los  Grandes Lagos, que teóricamente podrían llevar a los navegantes en cualquier dirección que desearan ir (al norte de Canadá, al oeste de Míchigan o Wisconsin, al sur de Toledo y Cleveland, o al este del Océano Atlántico). A lo largo de la década de 1830, Búfalo se benefició enormemente de su posición. En particular, fue el destinatario de la mayor parte de las cada vez mayores cantidades de grano (principalmente trigo) que se cultivaba en granjas en Ohio e Indiana, y se enviaba al lago Erie para su transbordo al canal Erie. Si Búfalo no hubiera estado allí, o cuando las cosas empeoraron allí, ese grano se habría cargado en barcos en Cincinnati y enviado por el río Misisipi a Nueva Orleans.
Para 1842, las instalaciones portuarias de Búfalo claramente se habían vuelto anticuadas. Todavía se basaban en técnicas que habían estado en uso desde la Edad Media europea; equipos de trabajo de estibadores usaban poleas y aparejos y sus propios lomos para descargar o cargar cada saco de grano que se ha almacenado en tierra o en el casco del barco. Se necesitaban varios días, a veces incluso una semana, para servir un solo bote cargado de grano. Los envíos de granos iban por el río Misisipi, no por el sistema de los Grandes Lagos/Canal Erie.
A un comerciante llamado Joseph Dart generalmente se le atribuye ser el que adaptó el elevador de granos de Oliver Evans (originalmente un dispositivo de fabricación) para su uso en un marco comercial (el transbordo de granos a granel de lakers a barcos de canal), pero el diseño y la construcción reales del primer "almacén de almacenamiento y transferencia de granos" impulsado por vapor del mundo fueron ejecutados por un ingeniero llamado Robert Dunbar. Gracias al histórico Dart's Elevator (en funcionamiento el 1 de junio de 1843), que funcionó casi siete veces más rápido que sus predecesores no mecanizados, Búfalo pudo seguir el ritmo y, por lo tanto, estimular aún más el rápido crecimiento de la producción agrícola estadounidense en las décadas de 1840 y 1850, pero sobre todo tras la Guerra Civil, con la llegada de los ferrocarriles.

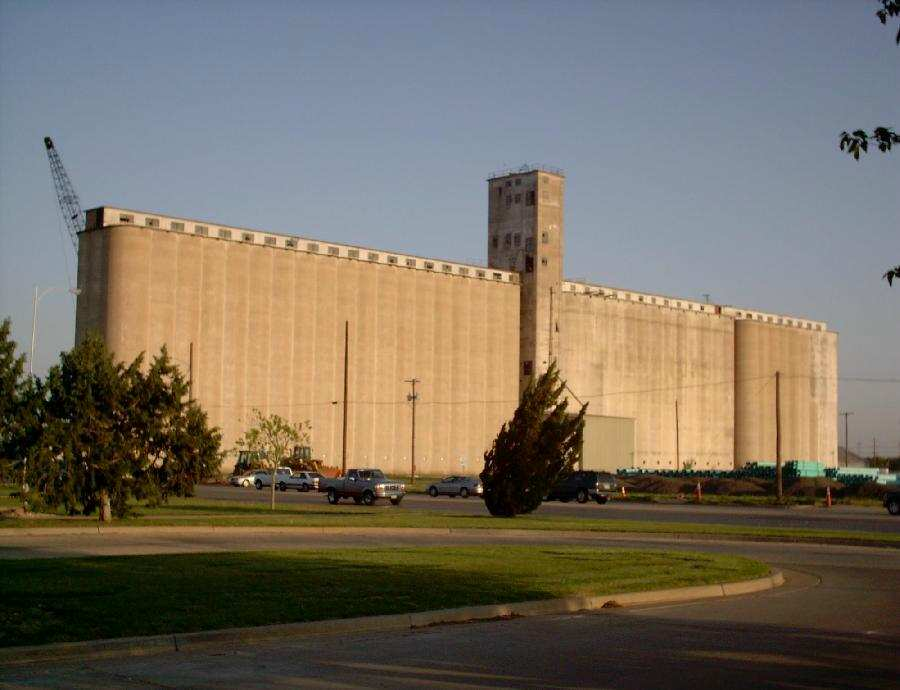
Se muestra un elevador de concreto reforzado con acero Burrus Elevator de 1928 con 123 silos, justo antes de su demolición en 2004.

El segundo y tercer elevador de granos del mundo se construyeron en Toledo, Ohio, y Brooklyn, Nueva York, en 1847. Estas incipientes ciudades estadounidenses estaban conectadas a través de un comercio internacional emergente de granos de proporciones sin precedentes. Los envíos de granos de las granjas de Ohio se cargaron en barcos mediante ascensores en Toledo; estos barcos fueron descargados por ascensores en Búfalo que enviaban su grano a los barcos del canal (y, más tarde, vagones de ferrocarril), que eran descargados por ascensores en Brooklyn, donde el grano se distribuía a los molinos harineros de la costa este o se cargaba para su posterior envío a Inglaterra, los Países Bajos o Alemania. Sin embargo, este flujo de grano hacia el este fue acompañado por un flujo igualmente importante de personas y capital en la dirección opuesta, es decir, de este a oeste. Debido al dinero que se ganaba con la producción de cereales y, por supuesto, a la existencia de una ruta fluvial para llegar allí, un número cada vez mayor de inmigrantes de Brooklyn llegaron a Ohio, Indiana e Illinois para convertirse en agricultores. Más agricultores significaba que más praderas se convertían en tierras de cultivo, lo que a su vez significaba una mayor producción de granos, lo que por supuesto significaba que se tendrían que construir más elevadores de granos en lugares como Toledo, Búfalo y Brooklyn (y Cleveland, Chicago y Duluth. A través de este bucle de productividad puesto en marcha por la invención del elevador de granos, Estados Unidos se convirtió en un importante productor internacional de trigo, maíz y avena.
A principios del siglo XX, surgió la preocupación por las prácticas monopólicas en la industria de los elevadores de granos, lo que llevó a un testimonio ante la Comisión de Comercio Interestatal en 1906. Esto llevó a que se incendiaran varios elevadores de granos en Nebraska, supuestamente como protesta.

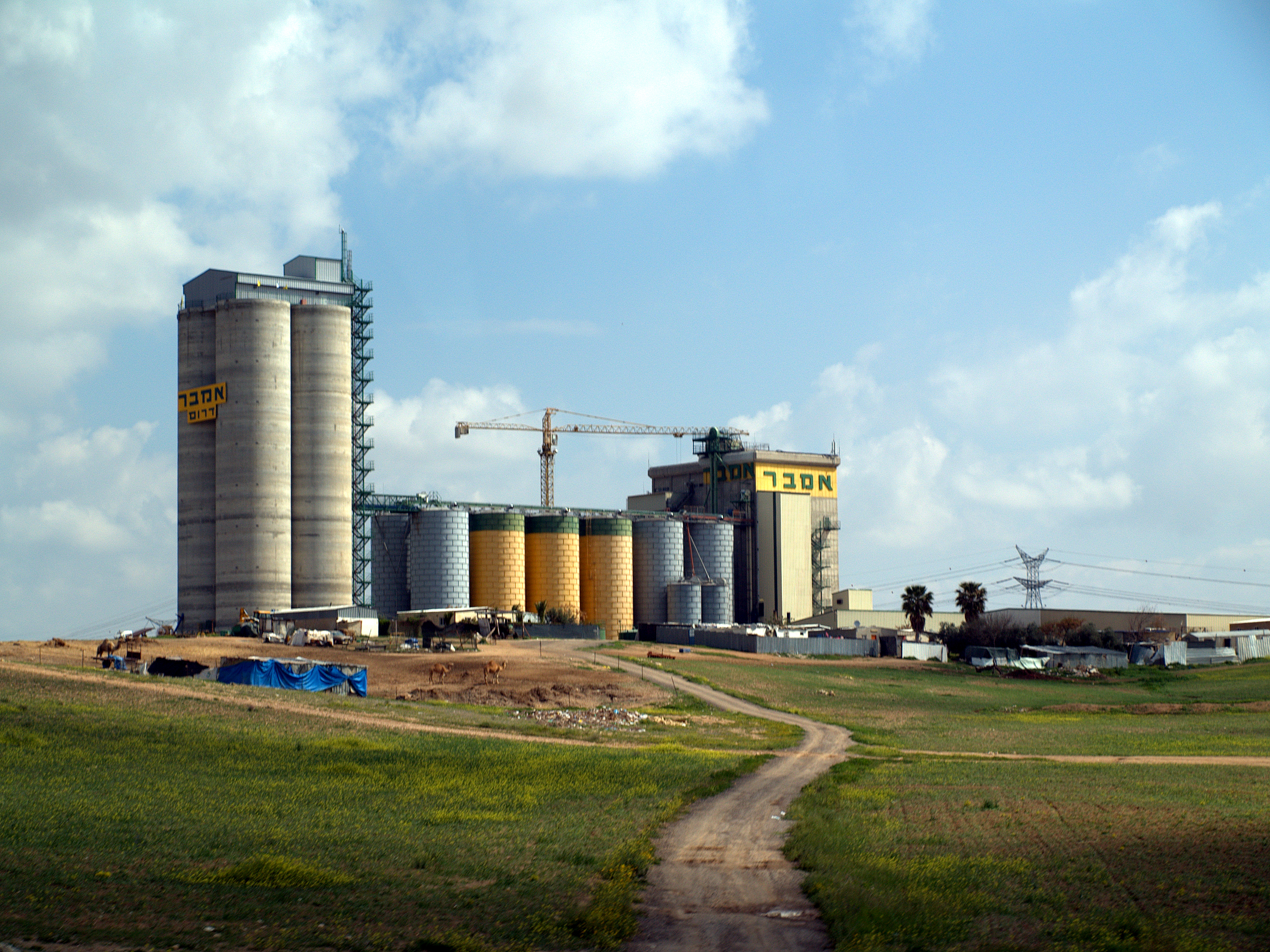
Silos conectados a un elevador de granos en una finca en Israel

Hoy en día, los elevadores de granos son una vista común en las áreas de cultivo de granos del mundo, como las praderas de América del Norte. Los elevadores de terminales más grandes se encuentran en los centros de distribución, como Chicago y Thunder Bay, Ontario, donde el grano se envía para su procesamiento o se carga a bordo de trenes o barcos para ir más lejos.

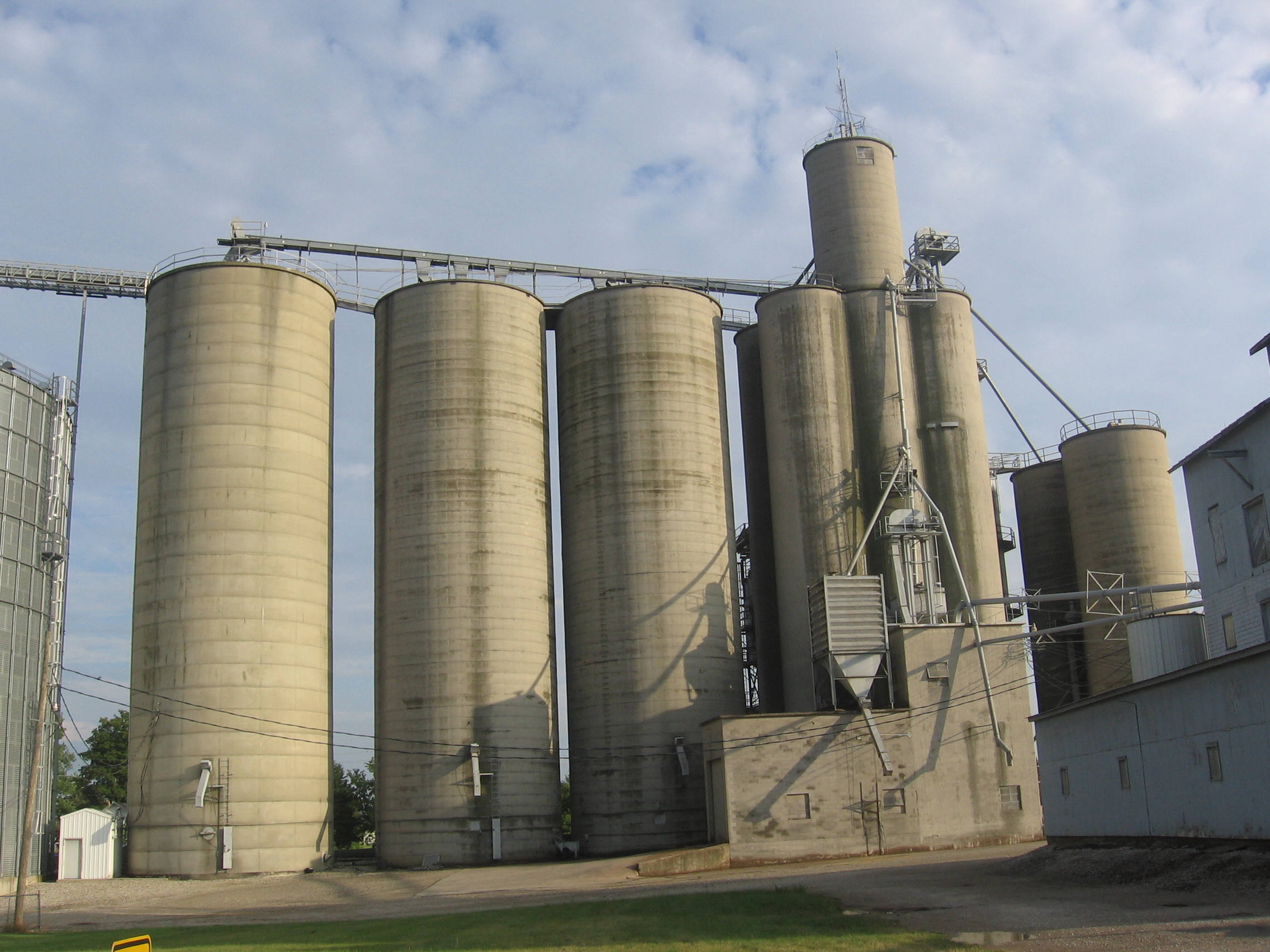
Silos anexos de hormigón encofrado a la izquierda y casa principal de hormigón encofrado deslizante en una instalación de ascensores en Edon

Búfalo, Nueva York, el puerto de granos más grande del mundo desde la década de 1850 hasta la primera mitad del siglo XX, una vez tuvo la mayor capacidad de almacenamiento de granos de los Estados Unidos en más de 30 elevadores de granos de concreto ubicados a lo largo de los puertos interior y exterior. Si bien varios todavía están en uso productivo, muchos de los que quedan están actualmente inactivos. En una tendencia incipiente, parte de la capacidad inactiva de la ciudad ha vuelto a estar en línea recientemente, con una planta de etanol iniciada en 2007 que utiliza uno de los elevadores previamente inactivos para almacenar maíz. A principios del siglo XX, los elevadores de granos de Búfalo inspiraron a arquitectos modernistas como Le Corbusier, quien exclamó: ¡Los primeros frutos de la nueva era! cuando los vio por primera vez. Los elevadores de granos de Búfalo han sido documentados por el Registro histórico de ingeniería estadounidense y agregado al Registro nacional de lugares históricos. Actualmente Enid, Oklahoma, ostenta el título de mayor capacidad de almacenamiento de granos en los Estados Unidos.

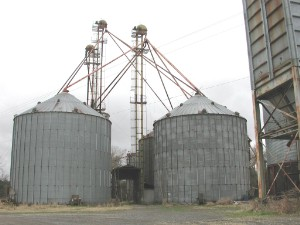
Tolvas de grano de acero corrugado y elevador de granos con cables en un elevador de granos en Hemingway

En las comunidades agrícolas, cada pueblo tenía uno o más pequeños elevadores de granos que servían a los agricultores locales. El elevador de granos clásico se construyó con soportes de madera y tenía nueve o más contenedores cuadrados o rectangulares más grandes dispuestos en patrones de 3 × 3 o 3 × 4 o 4 × 4 o más. Los ascensores con armazón de madera por lo general tenían un camino de entrada con una báscula para camiones y una oficina en un lado, una línea de ferrocarril en el otro lado y contenedores anexos adicionales para el almacenamiento de granos en cada lado.
En tiempos más recientes, con transporte mejorado, ascensores centralizados y mucho más grandes sirven a muchas granjas. Algunos de ellos son bastante grandes. Dos ascensores en Kansas (uno en Hutchinson y otro en Wichita ) tienen media milla de largo. La pérdida de los elevadores de granos de los pueblos pequeños a menudo se considera un gran cambio en su identidad, y se realizan esfuerzos para preservarlos como estructuras patrimoniales. Al mismo tiempo, muchas granjas de granos más grandes tienen sus propias instalaciones de manejo de granos para almacenamiento y carga en camiones.

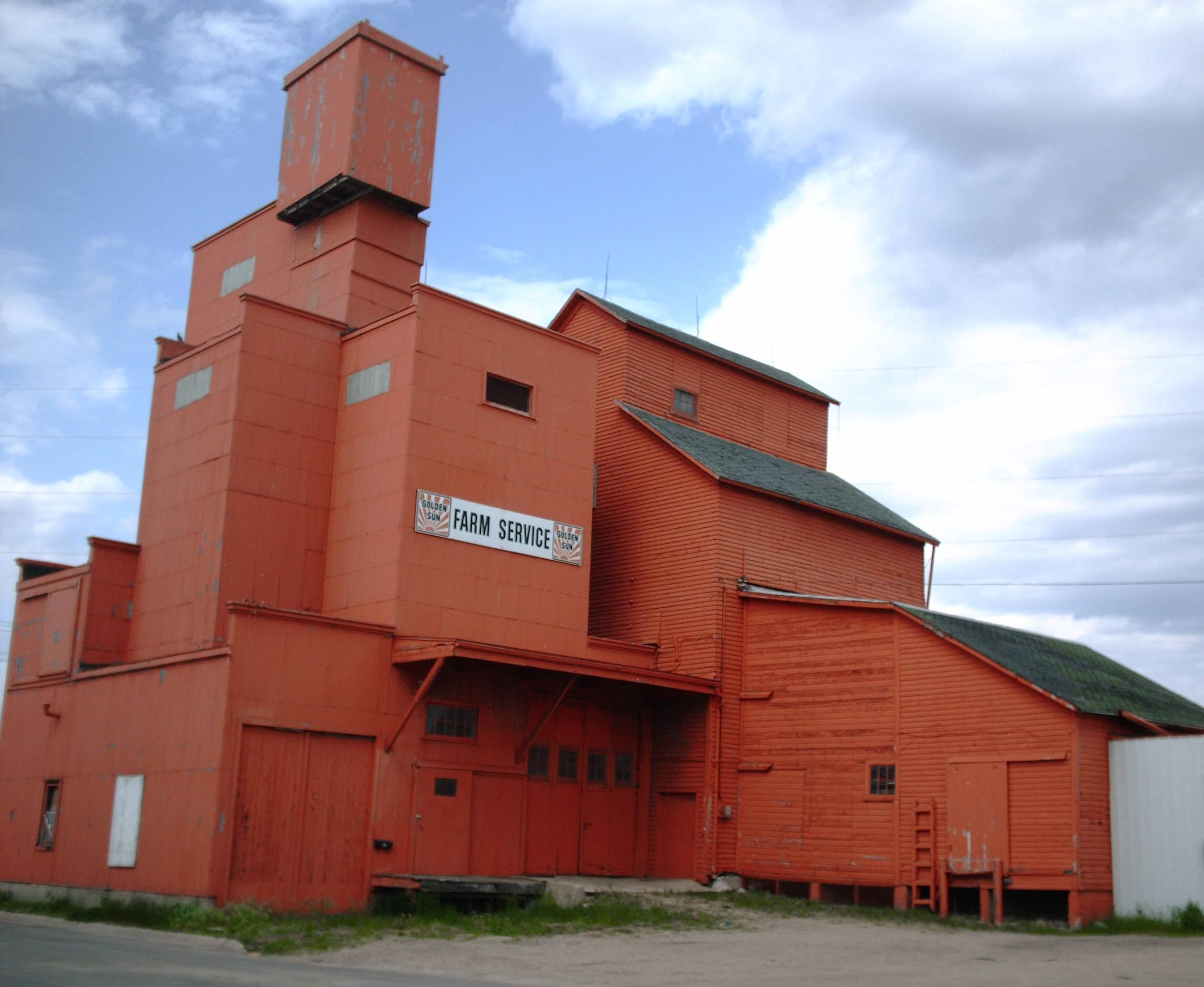
Elevador de grano con cuna de madera antigua y molino de piensos para ganado en Estherville

Los operadores de elevadores compran granos a los agricultores, ya sea en efectivo o a un precio contratado, y luego venden contratos de futuros por la misma cantidad de granos, generalmente todos los días. Se benefician a través de la "base" de reducción, es decir, la diferencia entre el precio de contado local y el precio de futuros, que se produce en determinadas épocas del año.
Antes de que estuviera disponible el transporte económico en camiones, los operadores de elevadores de granos a veces usaban su poder adquisitivo para controlar los precios. Esto fue especialmente fácil, ya que los agricultores a menudo tenían solo un ascensor a una distancia razonable de sus fincas. Esto llevó a algunos gobiernos a hacerse cargo de la administración de los elevadores de granos. Un ejemplo de esto es la Reserva de Trigo de Saskatchewan. Por la misma razón, las cooperativas compraron muchos ascensores.

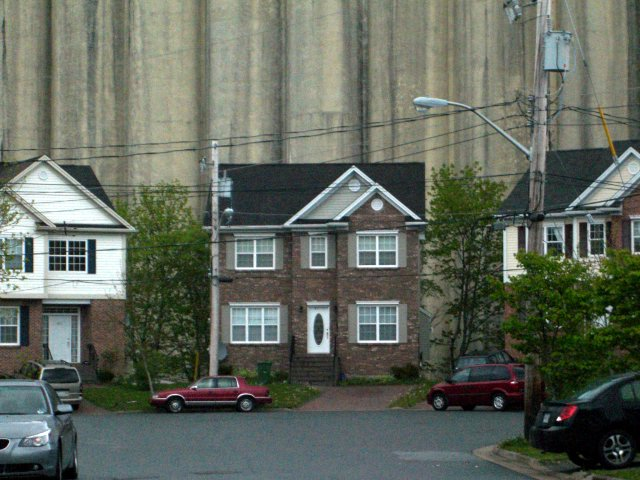
Estas casas en Halifax se construyeron en la década de 1990 mucho después de que se construyera el ascensor y son valiosas debido a su ubicación. En el verano de 2003, una explosión en este ascensor provocó un incendio que tardó siete horas en extinguirse.

Un problema reciente con los elevadores de granos es la necesidad de proporcionar almacenamiento separado para granos ordinarios y modificados genéticamente para reducir el riesgo de una mezcla accidental de los dos.
En el pasado, los elevadores de granos a veces experimentaban explosiones de silos. El polvo fino de los millones de granos que pasan por la instalación se acumularía y se mezclaría con el oxígeno del aire. Una chispa podría pasar de una partícula flotante a otra, creando una reacción en cadena que destruiría toda la estructura. (Esta explosión de combustible disperso es el mecanismo detrás de las bombas de combustible y aire ). Para evitar esto, los ascensores tienen reglas muy estrictas contra fumar o cualquier otra llama abierta. Muchos ascensores también tienen varios dispositivos instalados para maximizar la ventilación, protección contra el sobrecalentamiento en las cintas transportadoras, patas, cojinetes y dispositivos eléctricos a prueba de explosiones , como motores eléctricos, interruptores e iluminación.
Los elevadores de granos en las pequeñas comunidades canadienses a menudo tenían el nombre de la comunidad pintado en dos lados del elevador en grandes letras mayúsculas, con el nombre del operador del elevador estampado en los otros dos lados. Esto facilitó la identificación de la comunidad para los operadores ferroviarios (y, de paso, para los conductores y pilotos perdidos). El antiguo nombre de la comunidad a menudo permanecía en un ascensor mucho después de que la ciudad desapareciera o se fusionara en otra comunidad; El elevador de granos en Ellerslie, Alberta , permaneció marcado con su antiguo nombre comunitario hasta que fue demolido, lo que tuvo lugar más de 20 años después de que Edmonton anexara el pueblo.
Una de las principales tendencias históricas en el comercio de granos ha sido el cierre de muchos elevadores más pequeños y la consolidación del comercio de granos en menos lugares y entre menos empresas. Por ejemplo, en 1961, 1642 "elevadores de campo" (el tipo más pequeño) estaban en Alberta, con 3 452 240 toneladas (3 805 440 toneladas cortas) de grano. Para 2010, solo quedaban 79 "elevadores primarios" (como se los conoce ahora), con 1 613 960 toneladas (1 779 090 toneladas cortas).
En 2017, Estados Unidos tenía 0,88 kilómetros cúbicos (25 000 millones de bushels estadounidenses) de capacidad de almacenamiento, un crecimiento del 25 % en la década anterior.

## Riesgo de explosiones

### Antecedentes
Dada una suspensión suficientemente grande de harina combustible o polvo de grano en el aire, puede ocurrir una explosión significativa. Un ejemplo histórico del poder destructivo de las explosiones de granos es la explosión en 1878 del molino Washburn "A" en Minneapolis, Minnesota, que mató a 18 personas, arrasó dos molinos cercanos, dañó muchos otros y provocó un incendio destructivo que destruyó gran parte de los molinos cercanos en el distrito de molienda (el molino Washburn "A" se reconstruyó más tarde y se siguió utilizando hasta 1965). Otro ejemplo ocurrió en 1998, cuando el elevador de granos DeBruce en Wichita, Kansas, explotó y mató a siete personas. Un ejemplo reciente es una explosión el 29 de octubre de 2011 en Bartlett Grain Company en Atchison, Kansas. El número de muertos fue de seis personas. Dos hombres más sufrieron quemaduras graves, pero los cuatro restantes no resultaron heridos.
Casi cualquier sustancia orgánica finamente dividida se convierte en un material explosivo cuando se dispersa como suspensión de aire; por tanto, una harina muy fina es peligrosamente explosiva en suspensión de aire. Esto representa un riesgo significativo al moler el grano para producir harina, por lo que los molinos hacen todo lo posible para eliminar las fuentes de chispas. Estas medidas incluyen tamizar cuidadosamente el grano antes de molerlo o triturarlo para eliminar las piedras, que podrían generar chispas de las muelas, y el uso de imanes para eliminar los desechos metálicos capaces de generar chispas.
La primera explosión de harina registrada tuvo lugar en un molino italiano en 1785, pero muchas han ocurrido desde entonces. Estas dos referencias dan números de explosiones de harina y polvo registradas en los Estados Unidos en 1994: y 1997 En el período de diez años hasta 1997 inclusive, hubo 129 explosiones.

### Factores que determinan el riesgo
En una instalación donde se almacenan granos, existe el riesgo de que se produzca una explosión de polvo de cereal. Para que ello ocurra deben darse varios factores. Todos ellos tienen que estar presentes simultáneamente. Estas condiciones son:
- una fuente de ignición, como un rodamiento caliente, una soldadura o un corte;
- una concentración adecuada de polvo de grano de baja humedad;
- el polvo de grano que está en suspensión
- la presencia de oxígeno; y
- la ignición del polvo de grano en un recinto, como un ascensor.

La eliminación de cualquiera de estos factores reduce la probabilidad de que se produzca una explosión de polvo de grano.

### Disminución del riesgo de explosiones
Las instalaciones de almacenamiento de grano pueden reducir el riesgo de una explosión de polvo de grano utilizando buenas prácticas de mantenimiento para reducir los niveles de polvo de grano e instalando dispositivos de control en los equipos para detectar el sobrecalentamiento de los cojinetes.
La mayoría de las explosiones primarias se producen en un elevador de cangilones. Por ello, las instalaciones modernas se diseñan con la pata en el exterior de la instalación para reducir el riesgo. Las instalaciones más antiguas se construyeron con la pata en el interior.
La limpieza de la instalación también es un factor. La mayor parte de la destrucción en una explosión de polvo de grano está causada por explosiones secundarias, o una serie de explosiones, que se producen a través de la instalación. Es importante que los elevadores de grano tengan un buen programa de limpieza para mantener baja la concentración de polvo. Los directivos deben estar muy atentos a cualquier punto en el que pueda producirse una ignición.
La Administración de Seguridad y Salud Ocupacional de Estados Unidos ha reconocido que el polvo del grano es un peligro potencial en el lugar de trabajo, y tiene normas de manipulación del grano que incluyen medidas de precaución. En ellas se aborda la limpieza y los peligros de las instalaciones de manipulación de grano.

## Elevador Alley

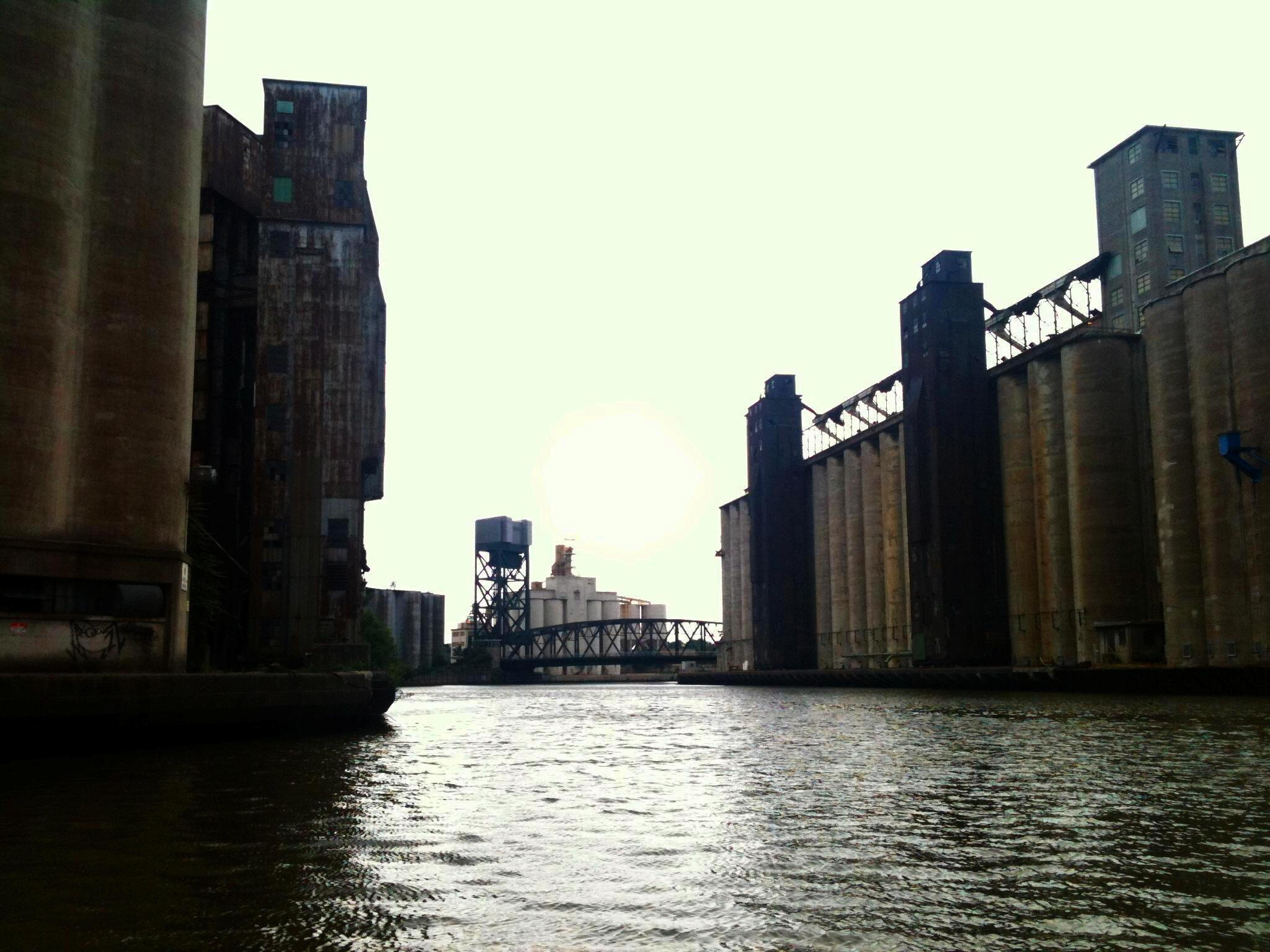
Una vista a lo largo del "Elevator Alley" de Búfalo.

La ciudad de Búfalo no solo es el lugar de nacimiento del elevador de granos moderno, sino que también tiene la mayor cantidad de ejemplos existentes en el mundo. Varios de los ascensores históricos de la ciudad están agrupados a lo largo del "Callejón de ascensores", un estrecho tramo del río Búfalo inmediatamente adyacente al puerto. El callejón pasa por debajo de Ohio Street ya lo largo de Childs Street en el vecindario First Ward de la ciudad.

## Hilera de elevadores
En Canadá, el término "hilera de ascensores" se refiere a una hilera de cuatro o más cribas de elevadores de grano.
En los primeros tiempos de los pioneros de los pueblos de las praderas del oeste de Canadá, cuando se establecía un buen lugar para la agricultura, mucha gente quería ganar dinero construyendo sus propios elevadores de grano. Esto hizo que aparecieran multitud de empresas privadas de cereales. Las ciudades contaban con docenas de empresas elevadoras, todas ellas situadas en fila a lo largo de las vías del tren. Si una ciudad tenía la suerte de contar con dos vías férreas, sería conocida como la próxima Montreal. Muchas filas de ascensores tenían dos o más ascensores de la misma compañía. Las pequeñas ciudades presumían de sus grandes hileras de ascensores en folletos promocionales para atraer a los colonos. Con tanta competencia en la década de 1920, la consolidación comenzó casi inmediatamente, y muchas pequeñas empresas se fusionaron o fueron absorbidas por otras más grandes.
A mediados de la década de 1990, con el coste del grano tan bajo, muchas empresas privadas de elevadores tuvieron que fusionarse de nuevo, lo que provocó el derribo de miles de "centinelas de la pradera". Debido al derribo de tantos elevadores de grano, en Canadá sólo quedan dos hileras de elevadores supervivientes; una situada en  Inglis, y la otra en  Warner. El Inglis Grain Elevators National Historic Site ha sido protegido como National Historic Sites of Canada. La hilera de ascensores de Warner, a partir de 2019, no ha sido designada como sitio histórico, y sigue en uso como elevadores de grano comerciales.